# Sylti repülőtér
A Sylt repülőtér (IATA: GWT, ICAO: EDXW) egy nemzetközi repülőtér Németország északi részén, a Sylt sziget közelében.

## Futópályák
A repülőtér futópályái:
- 06/24 (1696 m, 45 m, beton)
- 14/32 (2120 m, 45 m, beton)

## Forgalom
Az utasforgalom az elmúlt években az alábbi módon változott:
| Utasok száma | 138 621 | 132 008 | 128 866 | 101 991 | 119 763 |
|              | 2015    | 2016    | 2017    | 2021    | 2022    |

## Légitársaságok és úticélok
2024-ben a Sylti repülőtérről az alábbi járatok indulnak (Utoljára frissítve: 2024-11-2):
The following airlines operate regular scheduled and charter flights at Sylti repülőtér:
| Légitársaság                  | Célállomások                                    |
| ----------------------------- | ----------------------------------------------- |
| Eurowings                     | Düsseldorf Szezonális: Stuttgart                |
| Lufthansa                     | Szezonális: Frankfurt, München                  |
| Luxair                        | Szezonális: Luxembourg                          |
| Rhein-Neckar Air              | Szezonális: Mannheim Szezonális charter: Kassel |
| Swiss International Air Lines | Szezonális: Zürich                              |
| Sylt Air                      | Szezonális: Hamburg                             |